# Гряда (Солецький район)
Гряда (рос. Гряда) — присілок в Солецькому районі Новгородської області Російської Федерації.
Населення становить 3 особи. Входить до складу муніципального утворення Вибитське сільське поселення.

## Історія
Від 2005 року входить до складу муніципального утворення Вибитське сільське поселення

## Населення
| 2010 |
| ---- |
| 3    |